# Torre San Giovanni la Pedata
Torre San Giovanni la Pedata è una torre costiera posta nel comune di Gallipoli, in località Lido San Giovanni. Venne edificata nel XVI secolo a scopo difensivo in seguito alle incursioni dei Saraceni.

## Storia e descrizione
Realizzata con conci regolari, presenta alla base una forma tronco-piramidale mentre termina con una pianta quadrata. In sommità ospita tre caditoie per lato. L'interno, a cui si accede mediante una piccola porta, è suddiviso in due piani collegati da una scala a muro. 
È sede di una stazione di biologia marina.
Comunicava a nord con le difese meridionali della città di Gallipoli e a sud con Torre del Pizzo.